# Santiago de Compostela (stacja kolejowa)
Santiago de Compostela – stacja kolejowa w Santiago de Compostela, w regionie Galicja (Hiszpania), w Hiszpanii. Stacja posiada 3 perony.